# 2013年太平洋飓风季时间轴

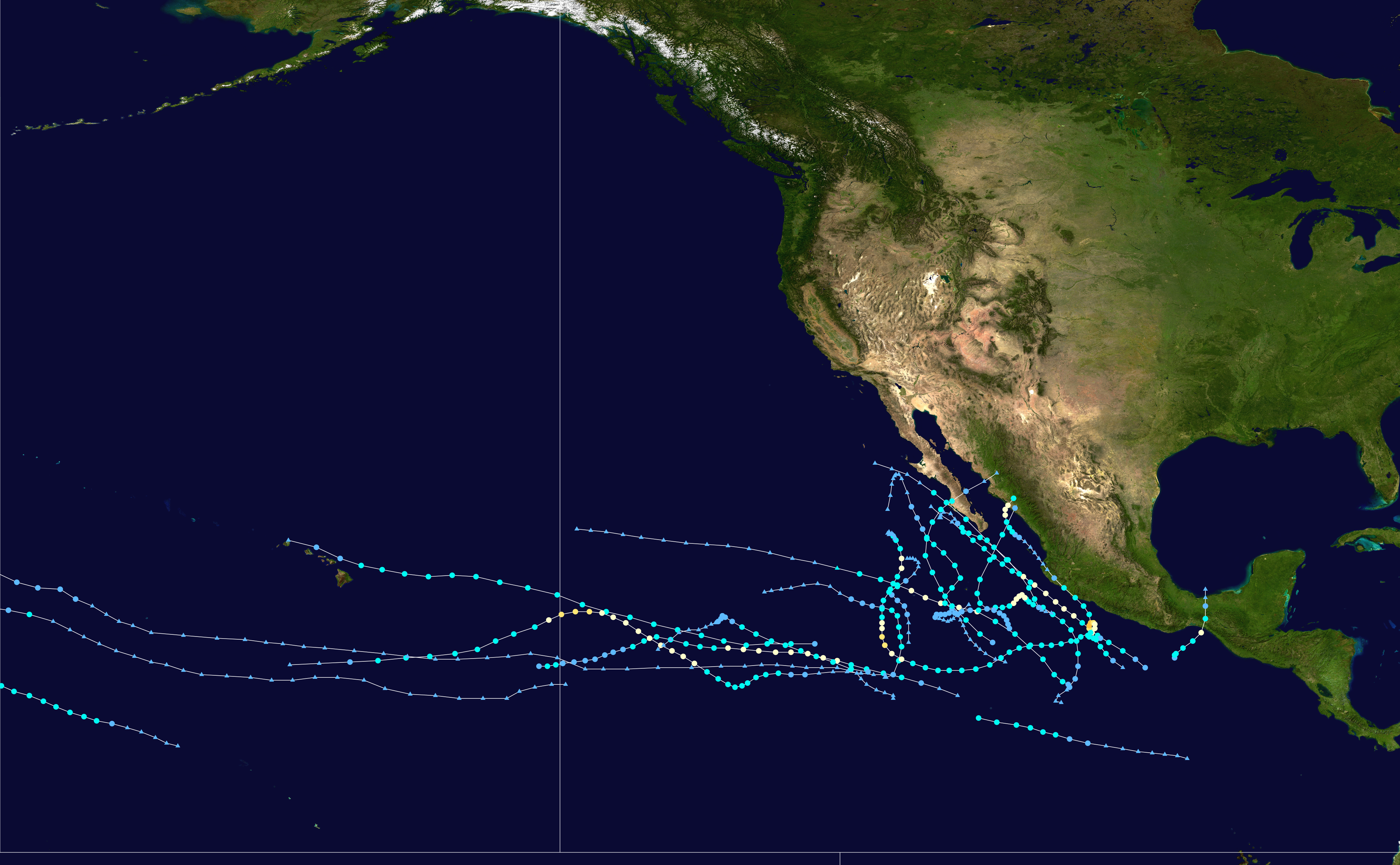
2013年太平洋飓风季所有热带气旋的移动路线

2013年太平洋飓风季的活跃程度超过往年平均值，一共形成20场获命名的风暴。飓风季于2013年5月15日从东太平洋（西经140°以东、赤道以北的太平洋）、6月1日从中太平洋（国际日期变更线到西经140°之间、赤道以北的太平洋）正式开始，同年11月30日结束，通常情况下每年国际日期变更线以东、赤道以北的太平洋中绝大多数热带或亚热带气旋都是在这段时间形成，并且5月15日当天东太平洋就形成热带风暴阿尔文。热带风暴索尼亚是全季最后一场风暴，于11月4日消散。
飓风季共产生21个热带低气压，其中只有一个未能增强成热带风暴，另有九个进一步强化成飓风。不过，全年只有一个气旋达到大型飓风标准。9月中旬形成的飓风曼努埃尔是本季造成人员伤亡和财产损失最惨重的风暴，虽然其最高强度也只达到一级飓风下限，但登陆墨西哥后经确认还是造成123人死亡，损失总额高达42亿美元（2013年美元，相当于2025年的54.9億美元）。除曼努埃尔以外，本季还有另外四场获命名的风暴（分别是飓风芭芭拉、热带风暴朱丽叶、热带风暴奥克塔夫和热带风暴索尼亚）登陆墨西哥，但造成的破坏程度和人员伤亡数量都很小。
2013年太平洋飓风季时间轴中记录全年东太平洋和中太平洋所有热带或亚热带气旋形成、增强、减弱、登陆、转变成温带气旋以及消散的具体信息。还包括实际操作中没有发布的信息，如美国国家飓风中心在风暴过后的回顾。包括最大持续风速、位置、距离在内的所有数字都经四舍五入换算成整数。

## 风暴时间轴

### 5月
5月15日
- 2013年东太平洋飓风季正式开始[2]。

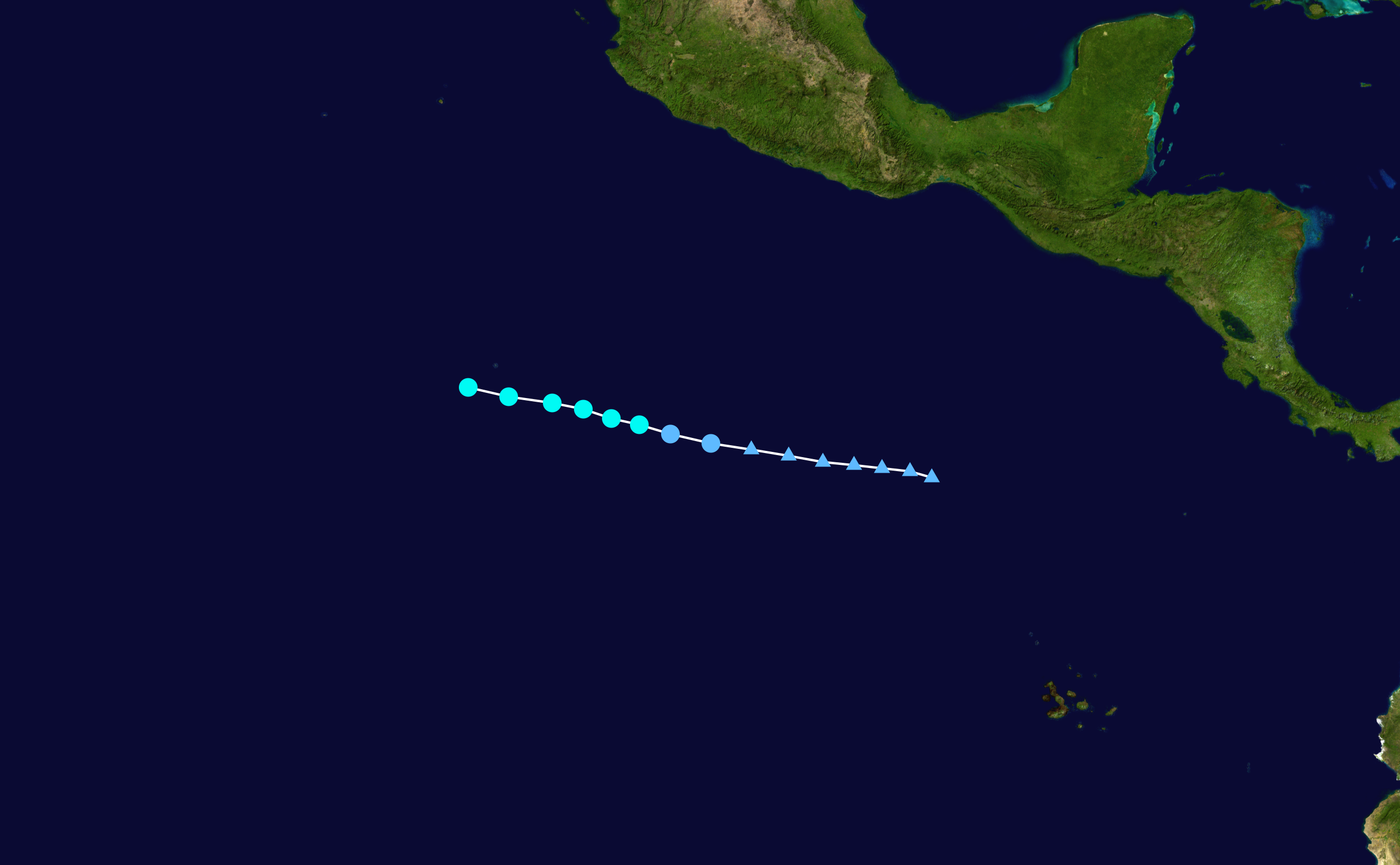
热带风暴阿尔文的移动路径

- 协调世界时早上6点：第一号热带低气压由墨西哥阿卡普尔科西南偏南方向海域的低气压区发展成型，成为有纪录以来形成位置纬度第二低的热带气旋[3]。
- 下午18点：第一号热带低气压在阿卡普尔科西南偏南方向1070公里洋面增强成热带风暴并获名“阿尔文”（Alvin）[3]。

5月16日
- 早上6点：热带风暴阿尔文在阿卡普尔科西南方向约1135公里海域达到持续风速每小时95公里，最低气压1000毫巴（百帕，29.53英寸汞柱）的最高强度[3]。

5月17日
- 早上6点：热带风暴阿尔文在墨西哥曼萨尼约西南方向约1245公里洋面消散[3]。

5月28日
- 中午12点：墨西哥安赫尔港（Puerto ángel）东南偏南方向约205公里海域的低气压区发展成第二号热带低气压[7]。
- 下午18点：第二号热带低气压在安赫尔港东南偏南方向约175公里洋面升级成热带风暴并获名“芭芭拉”（Barbara）[7]。

5月29日

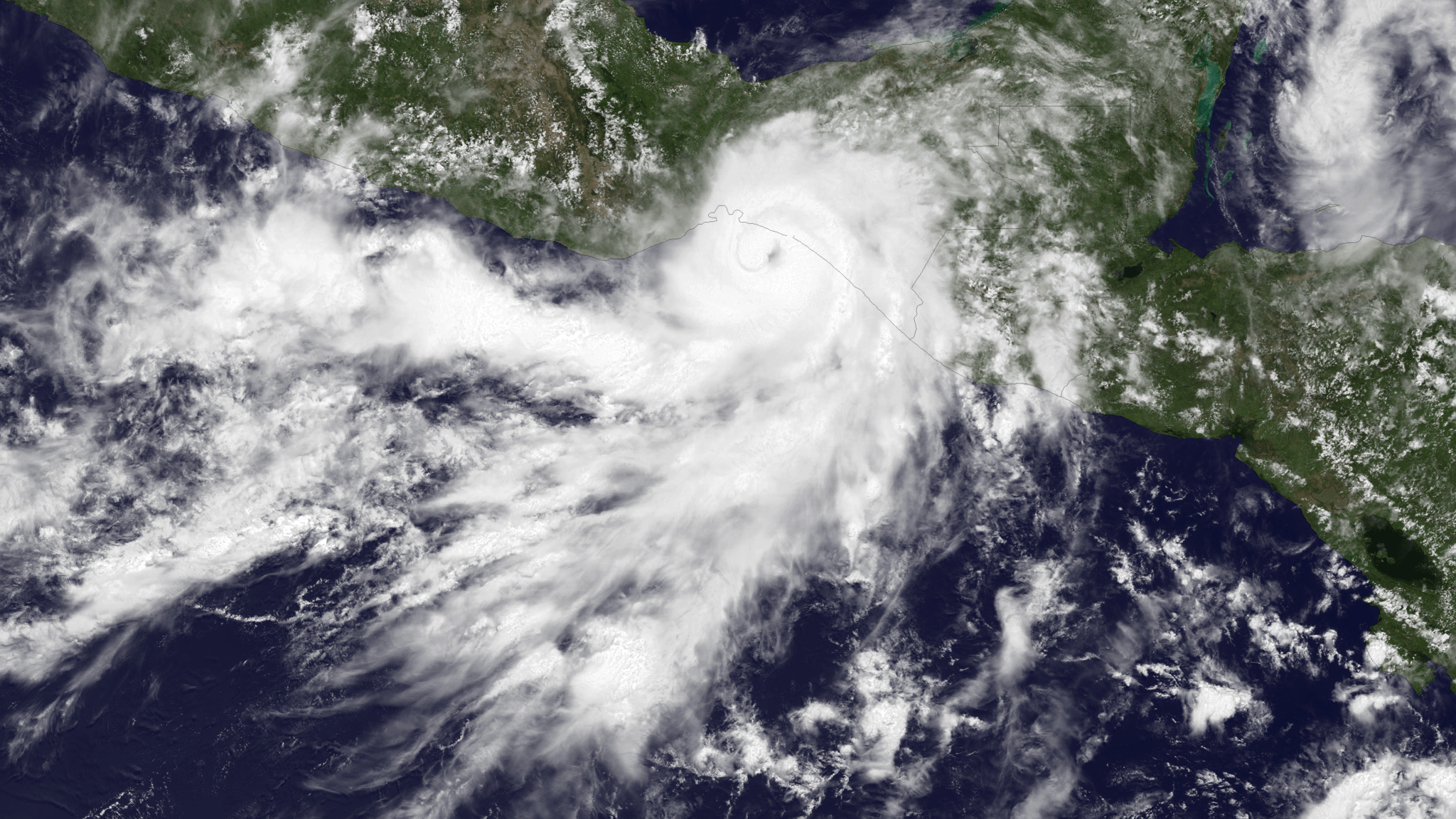
5月29日，即将登陆的飓风芭芭拉。

- 中午12点：热带风暴芭芭拉在墨西哥瓦哈卡州萨利纳克鲁斯（Salina Cruz）东南方向约120公里海域成为本季首场飓风[7]。
- 晚上19点50分：飓风芭芭拉达到风力时速130公里、最低气压983毫巴（百帕，29.03英寸汞柱）的最高强度，并在几乎同一时间从墨西哥托纳拉西南偏西方向约25公里处登陆，成为有纪录以来登陆位置最偏东面的太平洋飓风[7]。

5月30日
- 凌晨0点：飓风芭芭拉在恰帕斯州辛塔拉帕（Cintalapa）以东约15公里处减弱成热带风暴[7]。
- 早上6点：热带风暴芭芭拉在墨西哥比亚埃尔莫萨西南方向约120公里处降级成热带低气压[7]。
- 中午12点：热带低气压芭芭拉在墨西哥夸察夸尔科斯东北偏东方向约55公里处退化成不含对流的残留低气压区[7]。

### 6月
6月1日
- 2013年中太平洋飓风季正式开始[2]。

6月23日

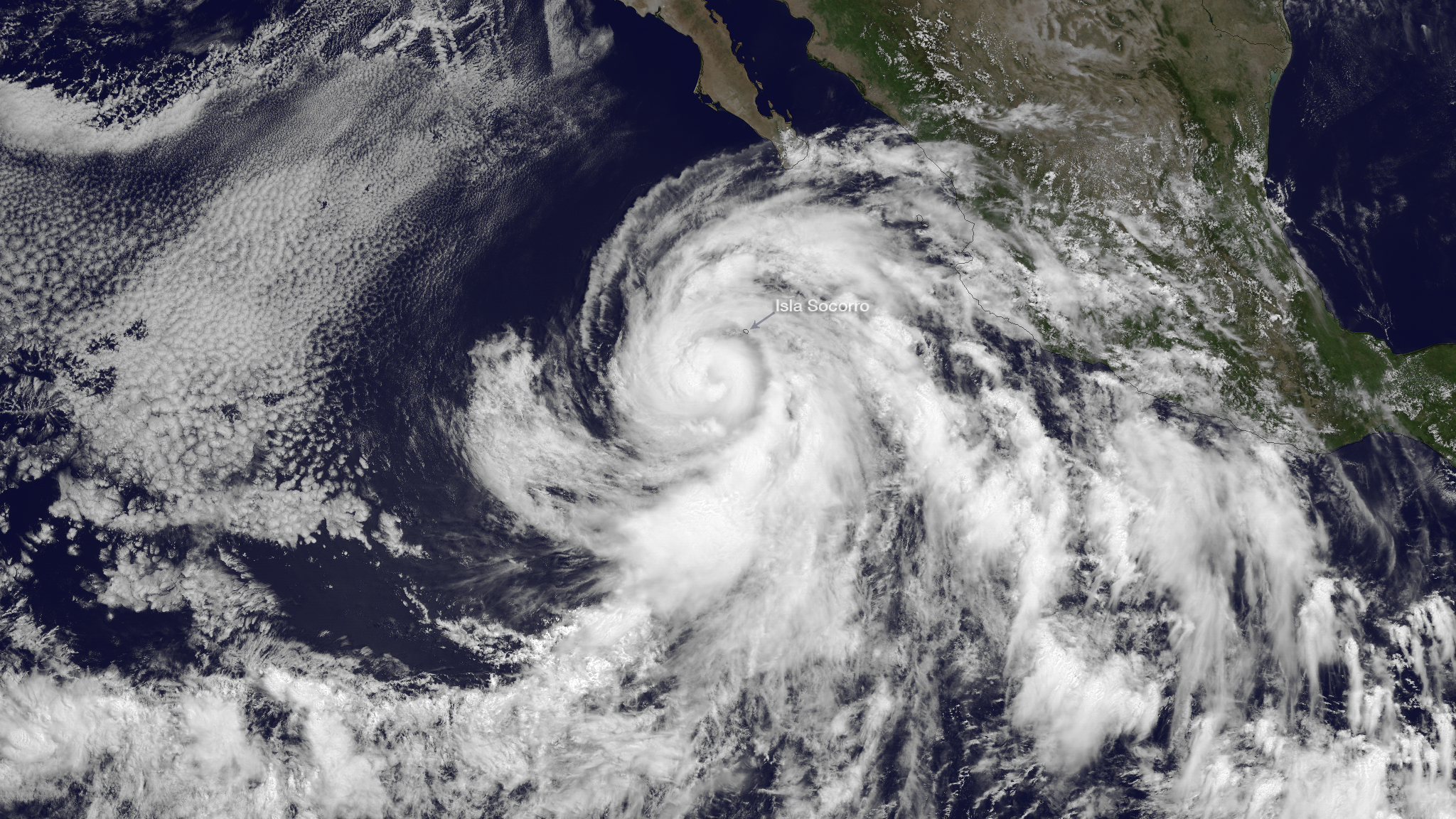
6月25日，正处一级飓风强度的科斯梅。

- 中午12点：第三号热带低气压由曼萨尼约以南约805公里洋面的低气压区发展形成[8]。

6月24日
- 凌晨0点：第三号热带低气压在墨西哥锡瓦塔内霍西南偏南方向约660公里海域强化成热带风暴并获名“科斯梅”（Cosme）[8]。

6月25日
- 中午12点：热带风暴科斯梅在曼萨尼约西南方向约660公里洋面升级成一级飓风[8]。

6月26日
- 凌晨0点：飓风科斯梅达到风力时速140公里，最低气压980毫巴（百帕，28.94英寸汞柱）的最高强度[8]。
- 下午18点：飓风科斯梅在下加利福尼亚州最南端的西南方向约750公里海域降级成热带风暴[8]。

6月27日
- 中午12点：热带风暴科斯梅在下加利福尼亚半岛最南端的西南偏西方向约1110公里洋面退化成不含对流的残留低气压区[8]。

6月29日
- 下午18点：曼萨尼约以南约770公里海域的低气压区发展成第四号热带低气压[9]。

6月30日

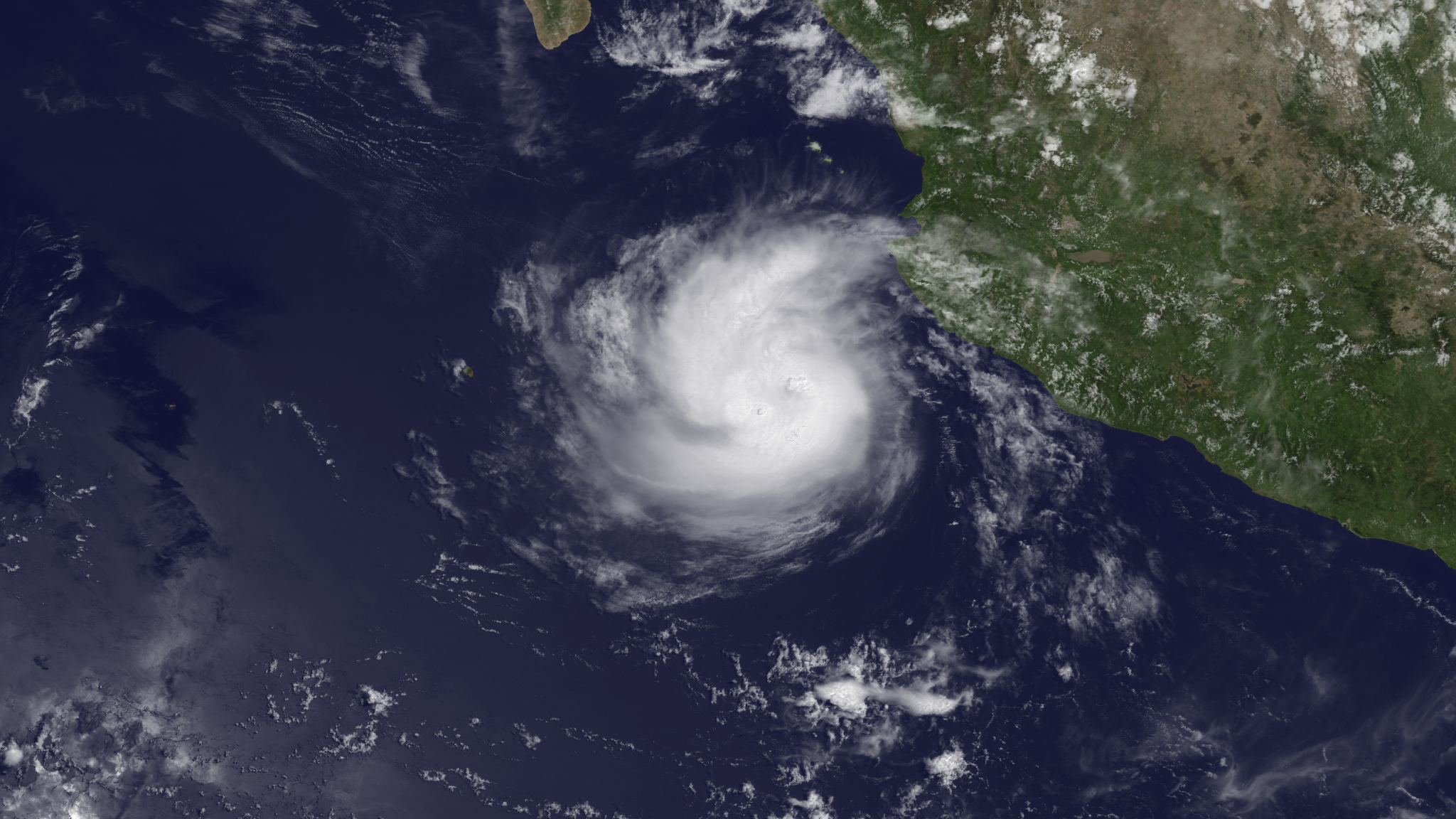
7月2日，正处一级飓风强度的达利拉。

- 早上6点：第四号热带低气压在阿卡普尔科西南方向约450公里洋面增强成热带风暴并获名“达利拉”（Dalila）[9]。

### 7月
7月2日
- 中午12点：热带风暴达利拉在哈利斯科州科连特斯角（Cabo Corrientes）西南偏南方向约265公里海域升级成一级飓风[9]。
- 下午18点：飓风达利拉达到持续风速每小时130公里，最低气压984毫巴（百帕，29.06英寸汞柱）的最高强度[9]。

7月3日
- 下午18点：飓风达利拉在曼萨尼约西南方向约410公里洋面弱化成热带风暴[9]。

7月4日
- 中午12点：第五号热带低气压经阿卡普尔科东南方向约330公里海域的低气压区发展形成[10]。

7月5日

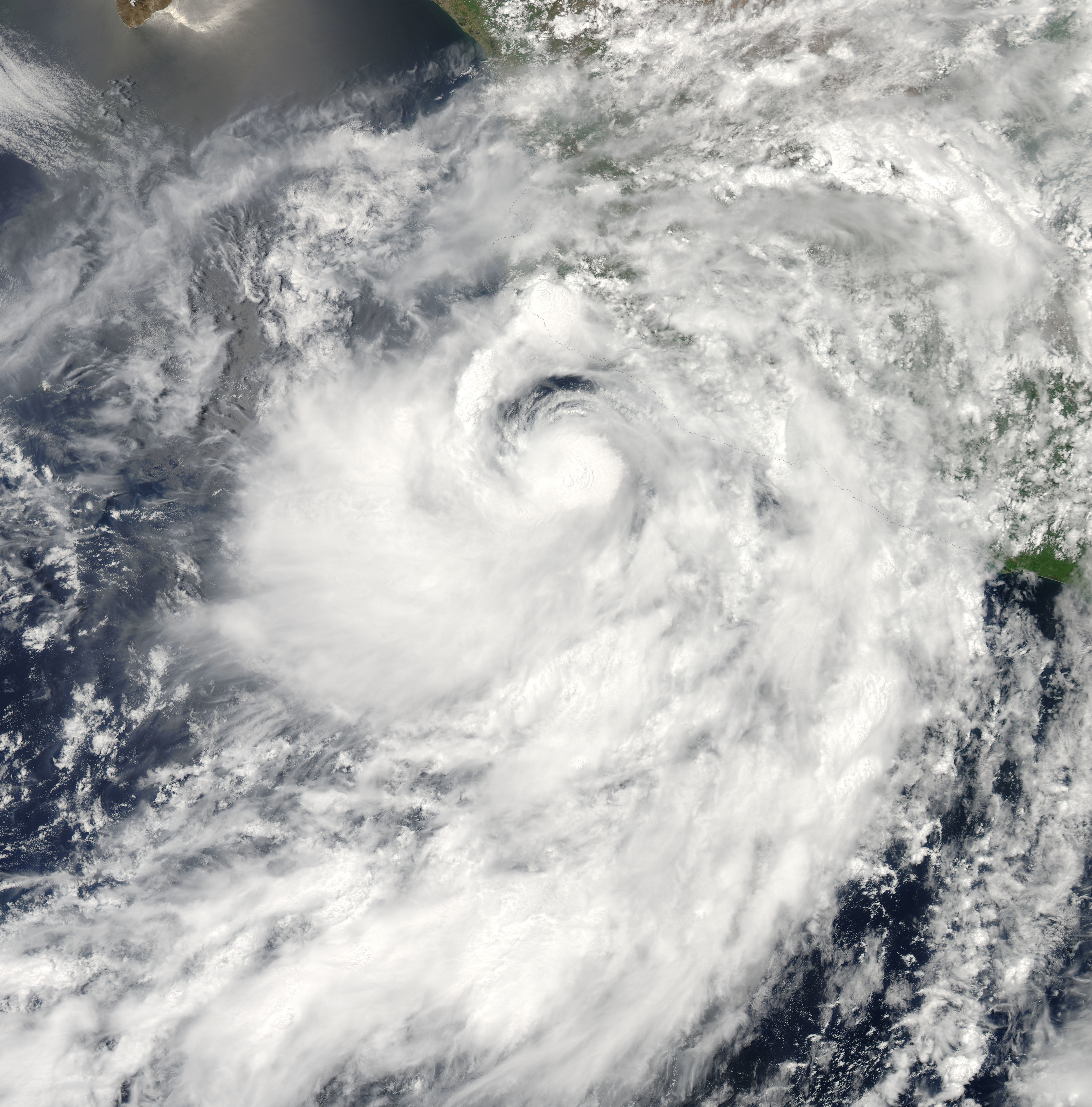
7月6日，位于墨西哥西南近海的飓风埃里克。

- 凌晨0点：热带风暴达利拉在曼萨尼约西南偏西方向约710公里洋面降级成热带低气压[9]。
- 凌晨0点：第五号热带低气压在阿卡普尔科以南约275公里海域增强成热带风暴并获名“埃里克”（Erick）[10]。

7月6日
- 早上6点：热带风暴埃里克在锡瓦塔内霍西南方向约200公里洋面升级成一级飓风[10]。
- 中午12点：飓风埃里克达到风力时速130公里，最低气压983毫巴（百帕，29.03英寸汞柱）的最高强度[10]。

7月7日
- 早上6点：热带低气压达利拉在下加利福尼亚州最南端的西南偏南方向约740公里海域退化成不含对流的残留低气压区[9]。
- 下午18点：飓风埃里克在墨西哥巴亚尔塔港西南偏西方向约265公里洋面减弱成热带风暴[10]。

7月9日
- 早上6点：热带风暴埃里克在墨西哥拉巴斯西南方向约185公里海域消退成不含对流的低气压区[10]。

7月25日
- 凌晨0点：下加利福尼亚半岛最南端的西南偏西方向约1575公里洋面的低气压区发展成第六号热带低气压[11]。
- 早上6点：第六号热带低气压在下加利福尼亚州最南端的西南方向约1675公里海域升级成热带风暴并获名“弗洛西”（Flossie）[11]。

7月27日

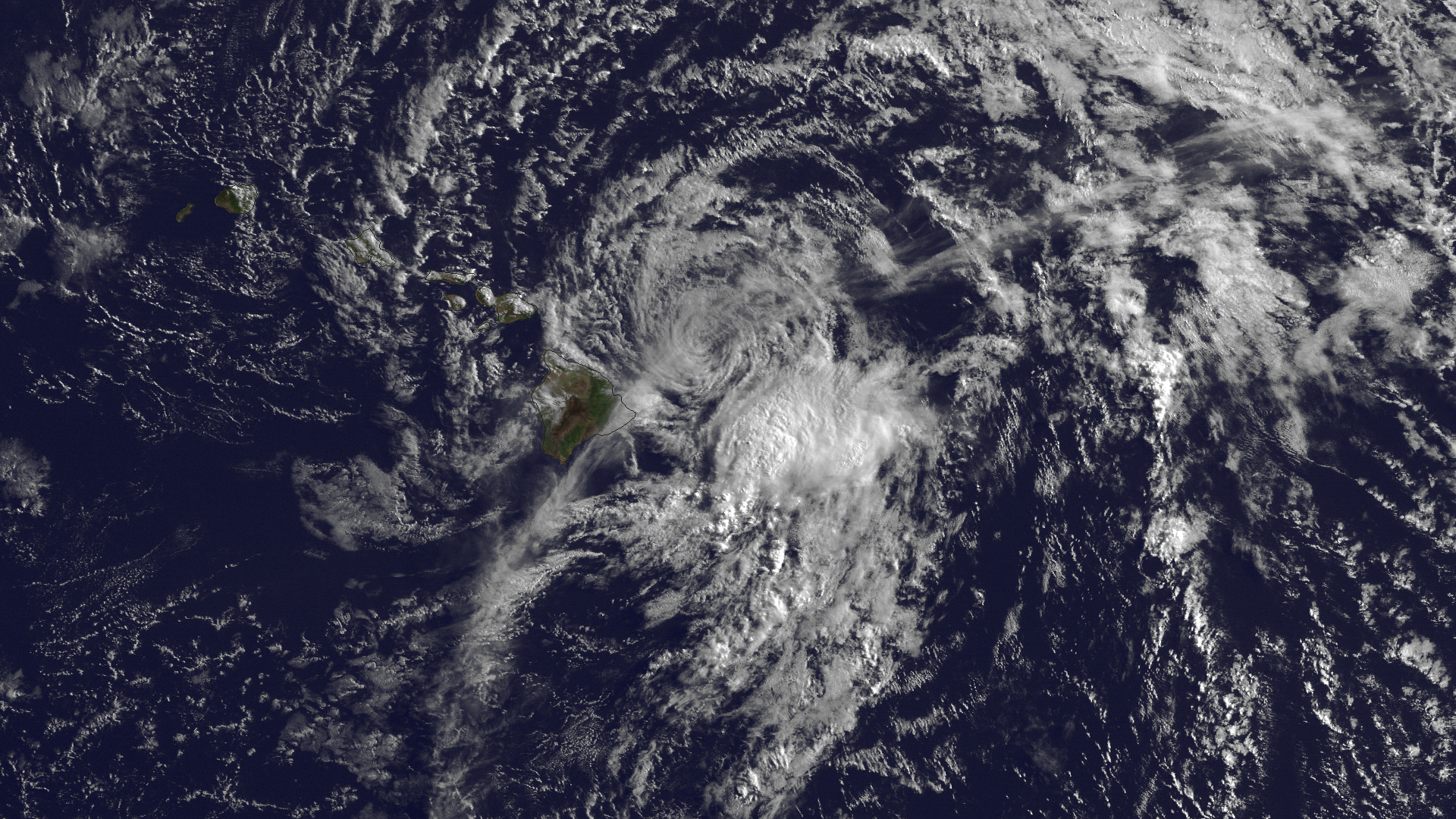
7月29日位于夏威夷近海的热带风暴弗洛西

- 中午12点：热带风暴弗洛西达到风力时速110公里，最低气压994毫巴（百帕，29.36英寸汞柱）的最高强度[11]。
- 下午18点左右，热带风暴弗洛西经西经140°进入中太平洋飓风中心预警范围[11]。

7月30日
- 凌晨0点：热带风暴弗洛西在夏威夷州茂宜岛东北方向约40公里洋面降级成热带低气压[11]。
- 中午12点：热带低气压弗洛西在距夏威夷州考艾岛约8公里近海消散成不含对流的低气压区[11]。
- 中午12点：第七号热带低气压经下加利福尼亚半岛最南端的西南偏南方向约1650公里海域的低气压区形成[12]。
- 下午18点：第七号热带低气压在下加利福尼亚州最南端的西南方向约1295公里洋面强化成热带风暴并获名“吉尔”（Gil）[12]。

7月31日
- 下午18点：热带风暴吉尔在下加利福尼亚半岛最南端的西南方向约1490公里海域成为一级飓风[12]。

### 8月
8月2日

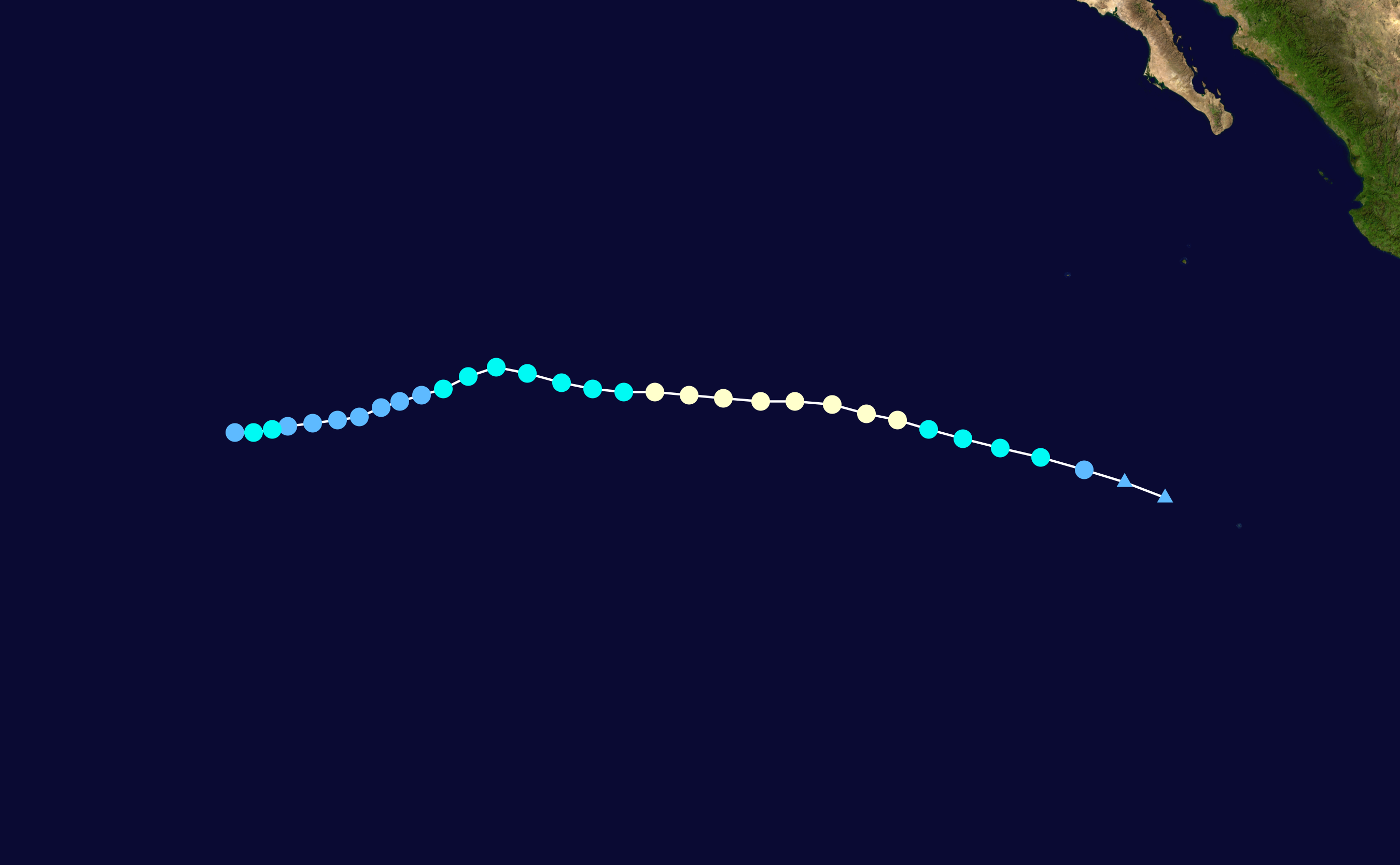
飓风吉尔的移动路线

- 凌晨0点：飓风吉尔达到持续风速每小时140公里，最低气压985毫巴（百帕，29.09英寸汞柱）的最高强度[12]。
- 下午18点：飓风吉尔在下加利福尼亚州最南端的西南偏西方向约2205公里洋面减弱成热带风暴[12]。

8月3日
- 中午12点：下加利福尼亚半岛最南端的西南方向约1755公里海域的低气压区发展成第八）号热带低气压[13]。

8月4日

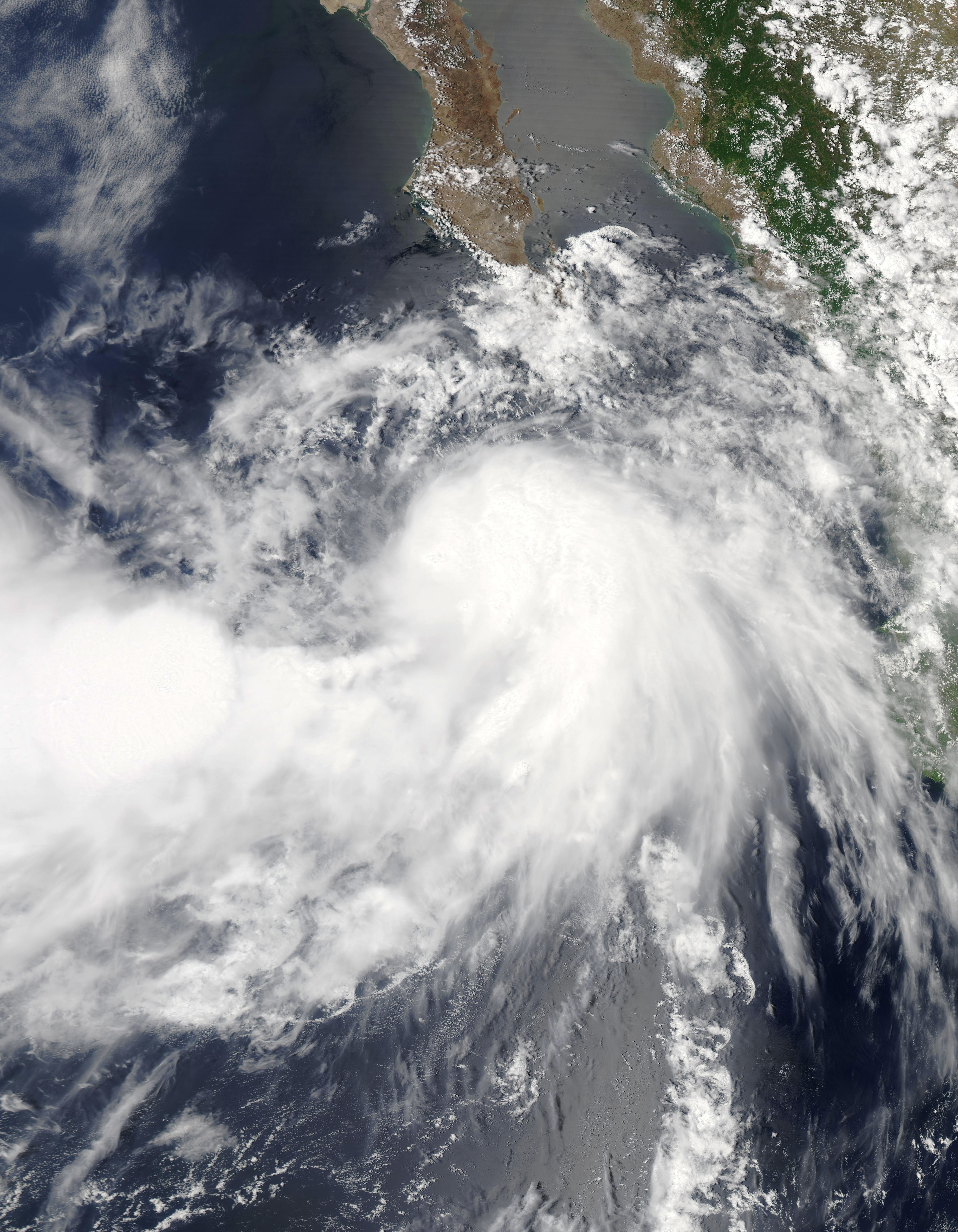
8月23日位于下加利福尼亚州以南洋面的热带风暴伊沃

- 凌晨0点：第八号热带低气压在下加利福尼亚州最南端的西南方向约1900公里洋面强化成热带风暴并获名“亨丽埃特”（Henriette）[13]。
- 中午12点：热带风暴吉尔在夏威夷群岛东南偏东方向约2130公里海域降级成热带低气压[12]。

8月6日

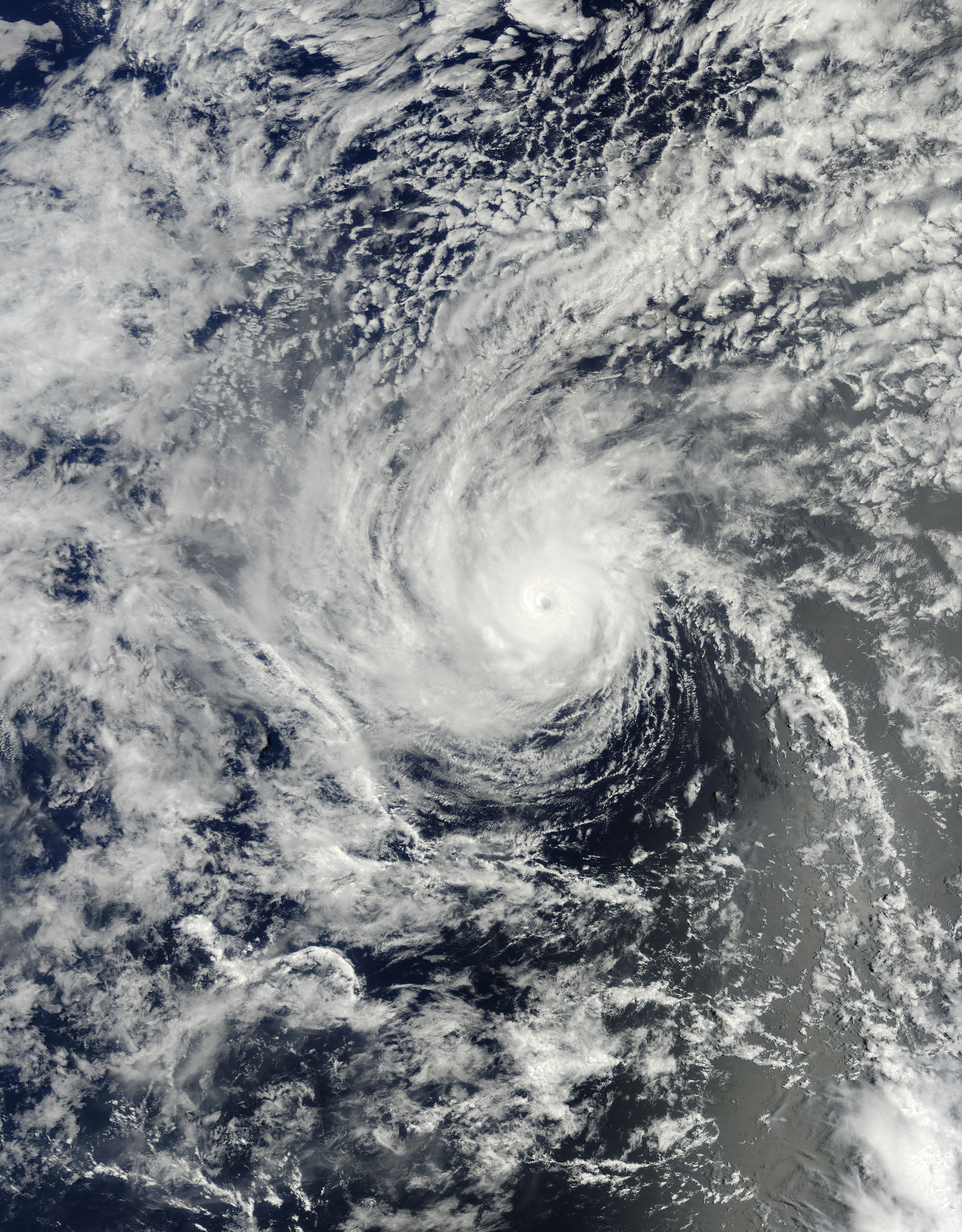
8月8日，正处二级飓风强度的亨丽埃特。

- 凌晨0点左右，热带低气压吉尔穿越西经140°进入中太平洋飓风中心预警范围[12]。
- 早上6点：热带低气压吉尔在夏威夷群岛东南方向约1700公里洋面再度达到热带风暴标准[12]。
- 早上6点：热带风暴亨丽埃特在下加利福尼亚半岛最南端的西南偏西方向约2405公里海域升级成一级飓风[13]。
- 下午18点：热带风暴吉尔在夏威夷群岛东南方向约1585公里洋面再度降级成热带低气压[12]。

8月7日
- 凌晨0点：热带低气压吉尔在夏威夷群岛东南偏东方向约1715公里海域消散[12]。

8月8日
- 下午18点：飓风亨丽埃特达到二级飓风标准，并在几乎同一时间达到风力时速165公里，最低气压976毫巴（百帕，28.82英寸汞柱）的最高强度[13]。

8月9日
- 凌晨0点：飓风亨丽埃特经过西经140°进入中太平洋飓风中心预警范围[13]。
- 早上6点：飓风亨丽埃特在夏威夷群岛东南偏东方向约1520公里洋面弱化成一级飓风[13]。
- 中午12点：飓风亨丽埃特在夏威夷群岛东南方向约1425公里海域减弱成热带风暴[13]。

8月11日
- 中午12点：热带风暴亨丽埃特在夏威夷州卡蕾亚（Ka Lae）以南约610公里洋面降级成热带低气压[13]。
- 下午18点：热带低气压亨丽埃特在卡蕾亚西南偏南方向约620公里海域退化成不含对流的残留低气压区[13]。

8月16日

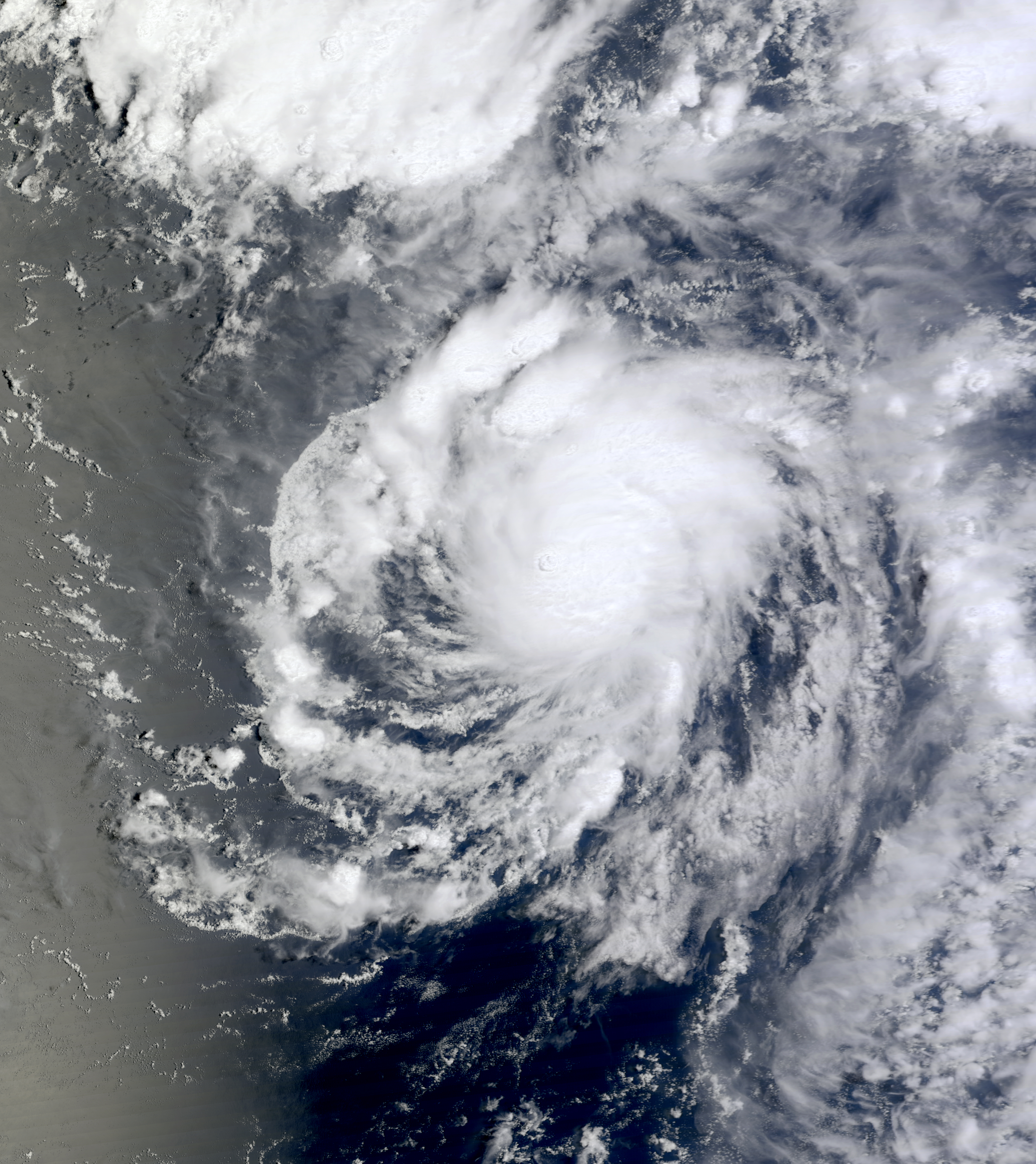
8月17日位于中太平洋上空的热带风暴佩瓦

- 下午15点：夏威夷州利胡埃西南方向约1995公里洋面的低气压区发展成热带风暴并获名“佩瓦”（Pewa）[14]。

8月18日
- 早上6点左右：热带风暴佩瓦穿越国际日期变更线进入西太平洋[15]。

8月19日
- 凌晨3点：夏威夷州檀香山以西约2190公里海域的低气压区发展成热带风暴并获名“乌纳拉”（Unala）[16]。
- 上午9点左右：热带风暴乌纳拉经国际日期变更线进入西太平洋[17]。
- 夜间21点：第三号热带低气压经利胡埃以西约1730公里洋面的低气压区发展而成[18]。

8月20日
- 下午15点：第三号热带低气压穿过国际日期变更线进入西太平洋[19]。

8月22日
- 中午12点：曼萨尼约西南偏西方向约795公里海域的低气压区发展成第九号热带低气压[20]。

8月23日
- 凌晨0点：第九号热带低气压在下加利福尼亚半岛最南端的西南偏南方向约620公里洋面增强成热带风暴并获名“伊沃”（Ivo）[20]。

8月24日
- 凌晨0点：热带风暴伊沃达到最大持续风速每小时75公里，最低气压997毫巴（百帕，29.44英寸汞柱）的最高强度[20]。

8月25日
- 凌晨0点：热带风暴伊沃在下加利福尼亚州最南端以西约425公里海域降级成热带低气压[20]。
- 下午18点：热带低气压伊沃在拉巴斯西南方向约525公里洋面退化成不含对流的残留低气压区[20]。

8月28日
- 中午12点：下加利福尼亚半岛最南端的东南偏南方向约500公里海域的低气压区发展成热带风暴并获名“朱丽叶”（Juliette）[21]

8月29日
- 早上6点：热带风暴朱丽叶达到风力时速100公里，最低气压997毫巴（百帕，29.44英寸汞柱）的最高强度[21]。
- 上午9点：热带风暴朱丽叶以持续风速每小时100公里强度从圣玛丽娜角（Punta Santa Marina）登陆[21]。

8月30日

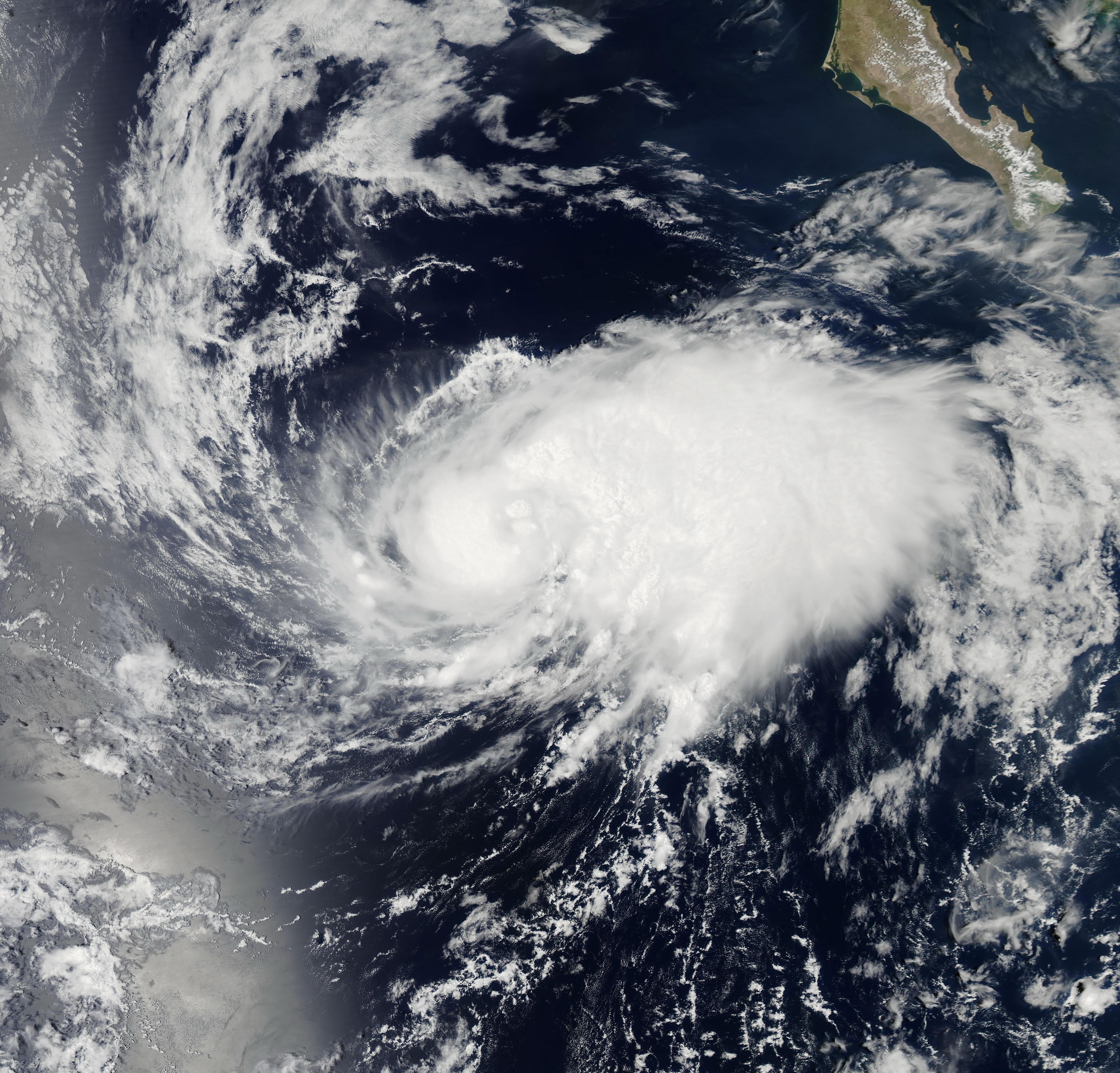
8月31日，热带风暴基科接近飓风强度。

- 凌晨0点：热带风暴朱丽叶在墨西哥艾尔普西托（El Pocito）以南约85公里洋面消退成不含对流的残留低气压区[21]。
- 中午12点：第十一）号热带低气压经下加利福尼亚州最南端的西南方向约855公里海域的低气压区发展而成[22]。

8月31日
- 中午12点：第十一号热带低气压在下加利福尼亚半岛最南端的西南偏西方向约805公里洋面强化成热带风暴并获名“基科”（Kiko）[22]。

### 9月
9月1日
- 早上6点：热带风暴基科升级成一级飓风，并在几乎同一时间达到风力时速120公里，最低气压989毫巴（百帕，29.21英寸汞柱）的最高强度[22]。
- 下午18点：飓风基科在下加利福尼亚州最南端的西南偏西方向约610公里海域弱化成热带风暴[22]。

9月2日
- 中午12点：热带风暴基科在下加利福尼亚半岛最南端的西南偏西方向约650公里洋面退化成不含对流的低气压区[22]。

9月5日
- 早上6点：曼萨尼约西南方向约235公里海域的低气压区发展成第十二号热带低气压[23]。
- 中午12点：第十二号热带低气压在曼萨尼约西南方向约215公里洋面升级成热带风暴并获名“洛雷娜”（Lorena）[23]。

9月6日

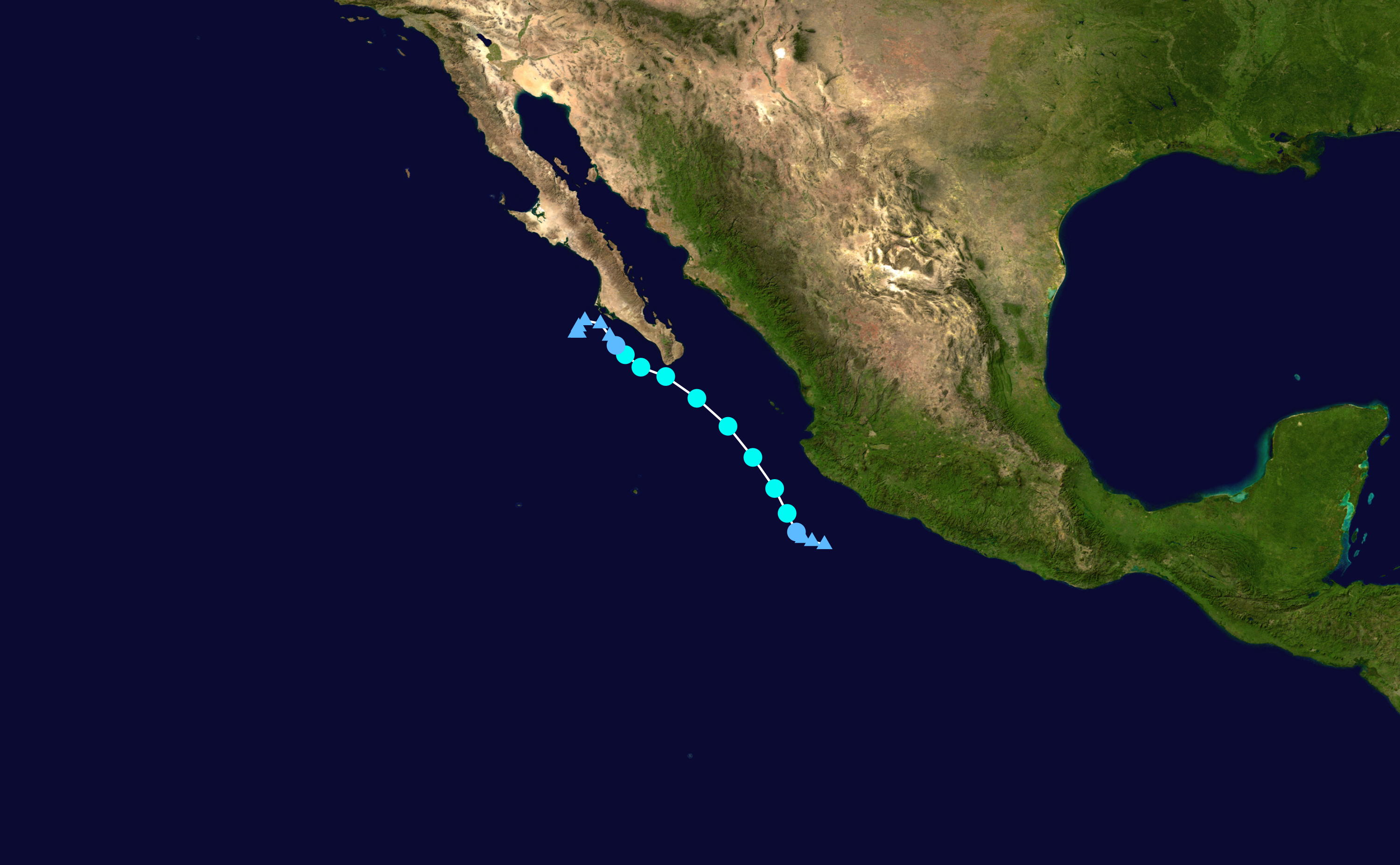
热带风暴洛雷娜的移动路径

- 中午12点：热带风暴洛雷娜达到风力时速85公里，最低气压1002毫巴（百帕，29.59英寸汞柱）的最高强度[23]。

9月7日
- 中午12点：热带风暴洛雷娜在拉巴斯西南方向约155公里海域降级成热带低气压[23]。
- 下午18点：热带低气压洛雷娜在墨西哥圣达菲（Santa Fe）西南偏西方向约95公里洋面消退成不含对流的残留低气压区[23]。

9月13日
- 中午12点：阿卡普尔科西南偏南方向约240公里海域的低气压区发展成第十三号热带低气压[6]。
- 下午18点：第十三号热带低气压在阿卡普尔科西南方向约280公里洋面强化成热带风暴并获名“曼努埃尔”[6]。

9月15日
- 中午12点：热带风暴曼努埃尔以持续风速每小时110公里强度从米却肯州西南部的阿奎拉（Aquila）附近登陆[6]。

9月16日
- 凌晨0点：热带风暴曼努埃尔在曼萨尼约西北偏北方向约75公里海域减弱成热带低气压[6]。
- 早上6点：热带低气压曼努埃尔在巴亚尔塔港以南约50公里海域退化成热带扰动[6]。

9月17日

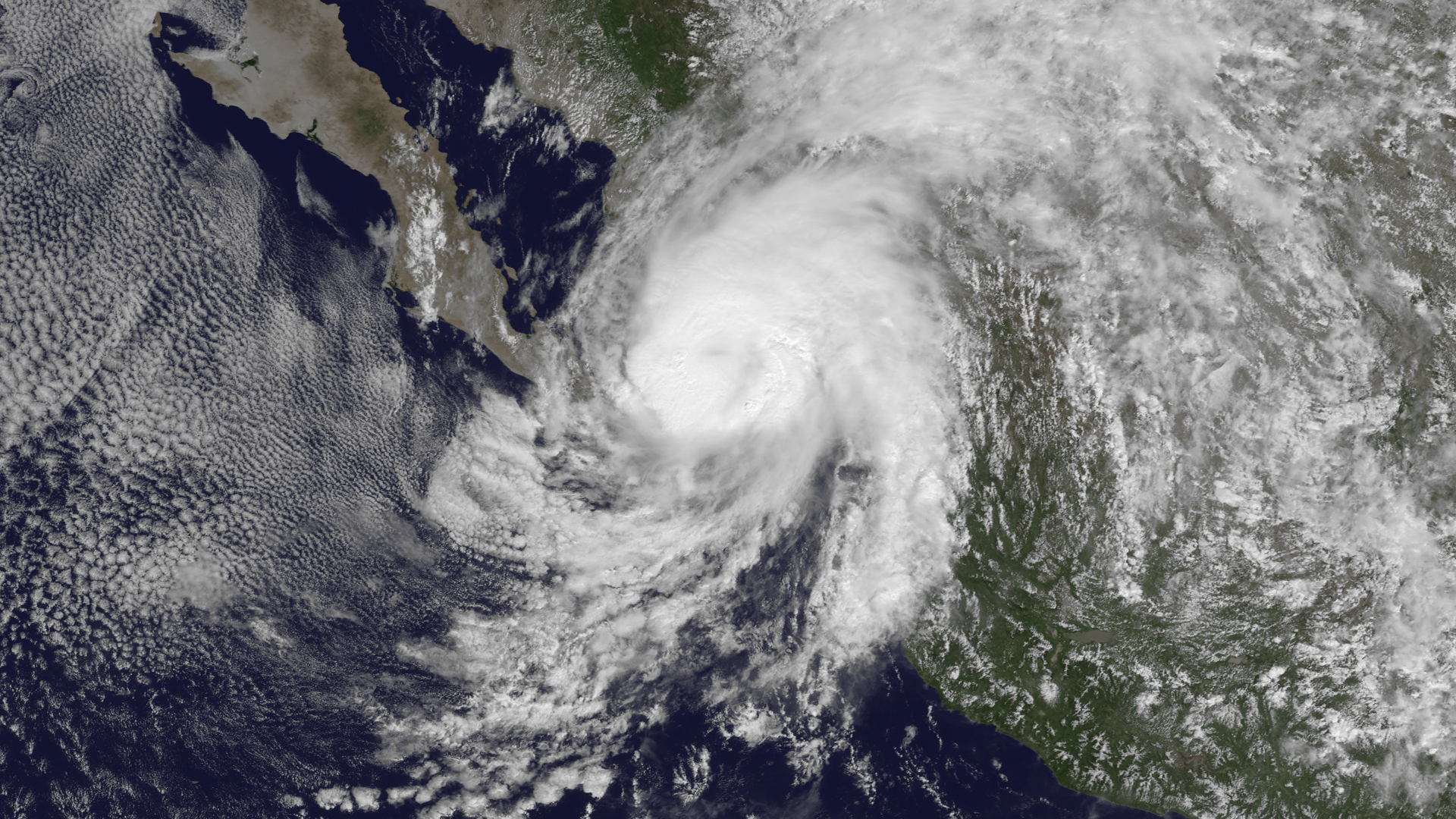
9月19日，接近飓风强度的热带风暴曼努埃尔。

- 下午18点：热带低气压曼努埃尔的残留在下加利福尼亚州最南端以东约280公里洋面再生成热带低气压[6]。

9月18日
- 早上6点：热带低气压曼努埃尔在下加利福尼亚半岛最南端以东约220公里海域第二次成为热带风暴[6]。

9月19日
- 凌晨0点：热带风暴曼努埃尔在下加利福尼亚州最南端的东北方向约220公里洋面升级成一级飓风[6]。
- 早上6点：飓风曼努埃尔达到风力时速120公里、最低气压983毫巴（百帕，29.03英寸汞柱）的最高强度[6]。
- 中午12点：飓风曼努埃尔以持续风速每小时120公里强度从墨西哥库利亚坎附近登陆[6]。
- 下午18点：飓风曼努埃尔在墨西哥瓜穆奇尔（Guamúchil）东南偏东方向约50公里海域弱化成热带风暴[6]。

9月20日
- 凌晨0点：热带风暴曼努埃尔在西马德雷山脉上空消散[6]。

### 10月
10月6日

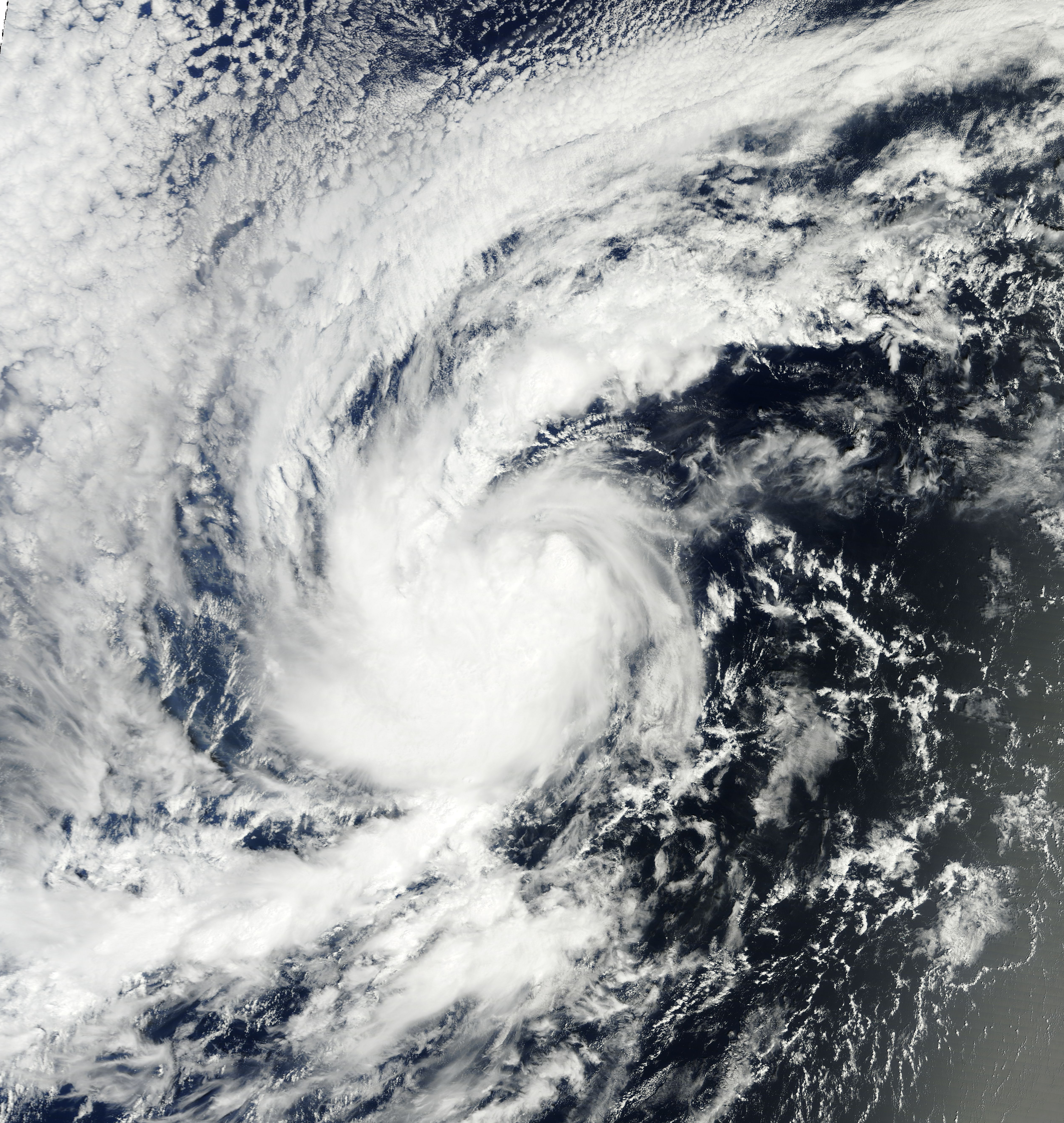
10月8日热带风暴纳达的卫星图像

- 下午18点：第十四号热带低气压由下加利福尼亚半岛最南端的西南方向约1390公里洋面的低气压区发展形成[24]。

10月7日
- 凌晨0点：第十四号热带低气压在下加利福尼亚州最南端的西南方向约1475公里海域升级成热带风暴并获名“纳达”（Narda）[24]。
- 下午18点：热带风暴纳达达到最大持续风速每小时100公里，最低气压997毫巴（百帕，29.44英寸汞柱）的最高强度[24]。

10月9日
- 凌晨0点：热带风暴纳达在下加利福尼亚半岛最南端的西南偏西方向约2005公里洋面减弱成热带低气压[24]。

10月10日
- 中午12点：热带低气压纳达在下加利福尼亚州最南端的西南偏西方向约2125公里海域退化成不含对流的残留低气压区[24]。

10月12日
- 下午18点：下加利福尼亚半岛最南端以南约875公里洋面的低气压区发展成第十五号热带低气压[25]

10月13日
- 凌晨0点：第十五号热带低气压在下加利福尼亚州最南端以南约805公里海域强化成热带风暴并获名“奥克塔夫”（Octave）[25]。
- 下午18点：热带风暴奥克塔夫达到风力时速100公里，最低气压994毫巴（百帕，29.36英寸汞柱）的最高强度[25]。

10月14日

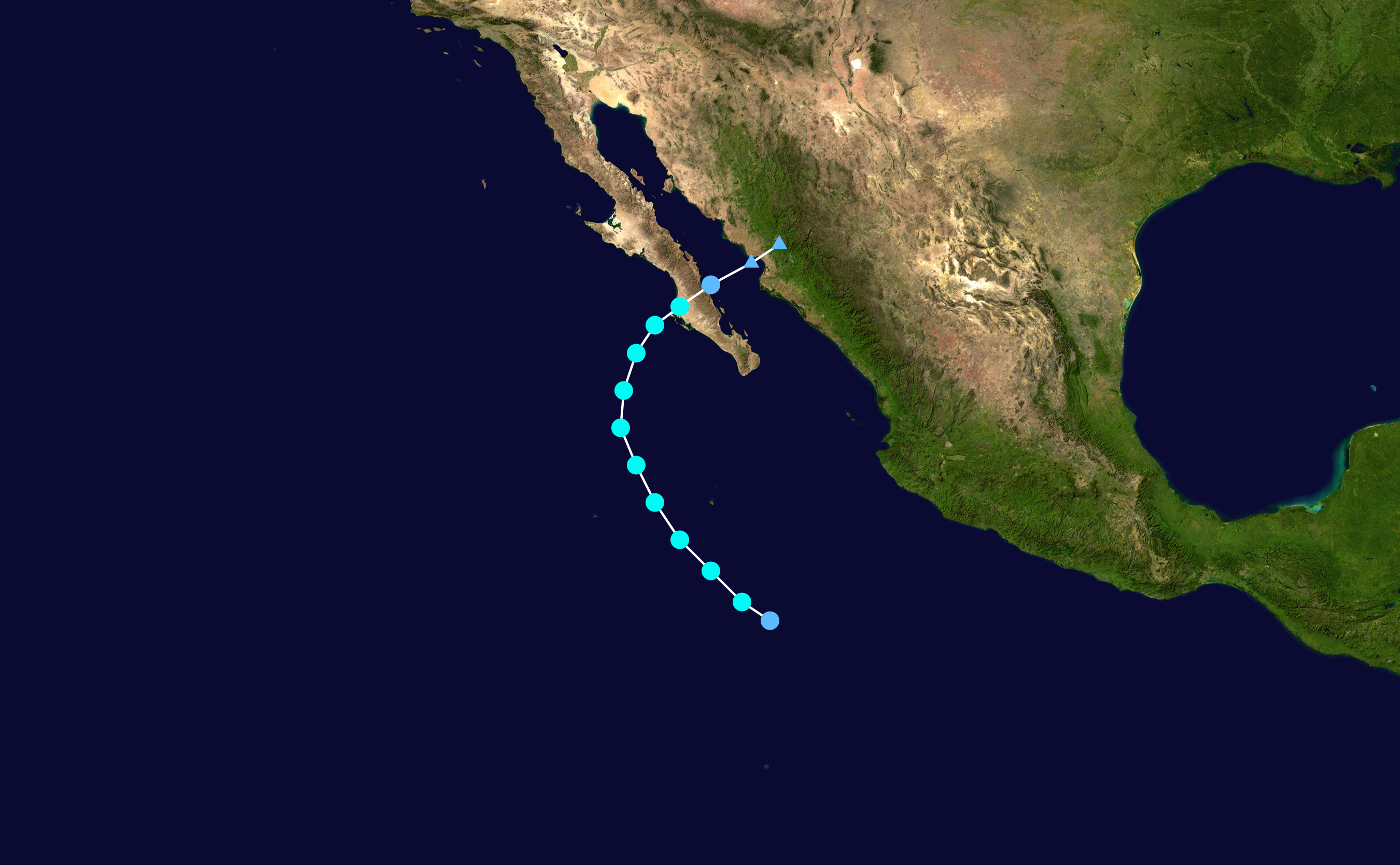
热带风暴奥克塔夫的移动路线

- 凌晨0点：第十六号热带低气压经下加利福尼亚半岛最南端的西南偏南方向约1305公里洋面的低气压区发展而成[26]。
- 早上6点：第十六号热带低气压在下加利福尼亚州最南端的西南方向约1190公里海域升级成热带风暴并获名“普里西拉”（Priscilla）[26]。
- 中午12点：热带风暴普里西拉达到持续风速75公里，最低气压1001毫巴（百帕，29.56英寸汞柱）的最高强度[26]。

10月15日
- 早上5点：热带风暴奥克塔夫以几力时速75公里强度从南下加利福尼亚州科蒙都的圣拉萨罗角（Cabo San Lazaro）附近登陆[25]。
- 中午12点：热带风暴奥克塔夫在拉巴斯西北偏西方向约195公里洋面减弱成热带低气压[25]。
- 下午18点：热带低气压奥克塔夫在墨西哥洛斯莫奇斯西北方向约100公里海域消退成不含对流的残留低气压区[25]。
- 下午18点：热带风暴普里西亚在下加利福尼亚半岛最南端的西南方向约940公里洋面降级成热带低气压[26]。

10月16日

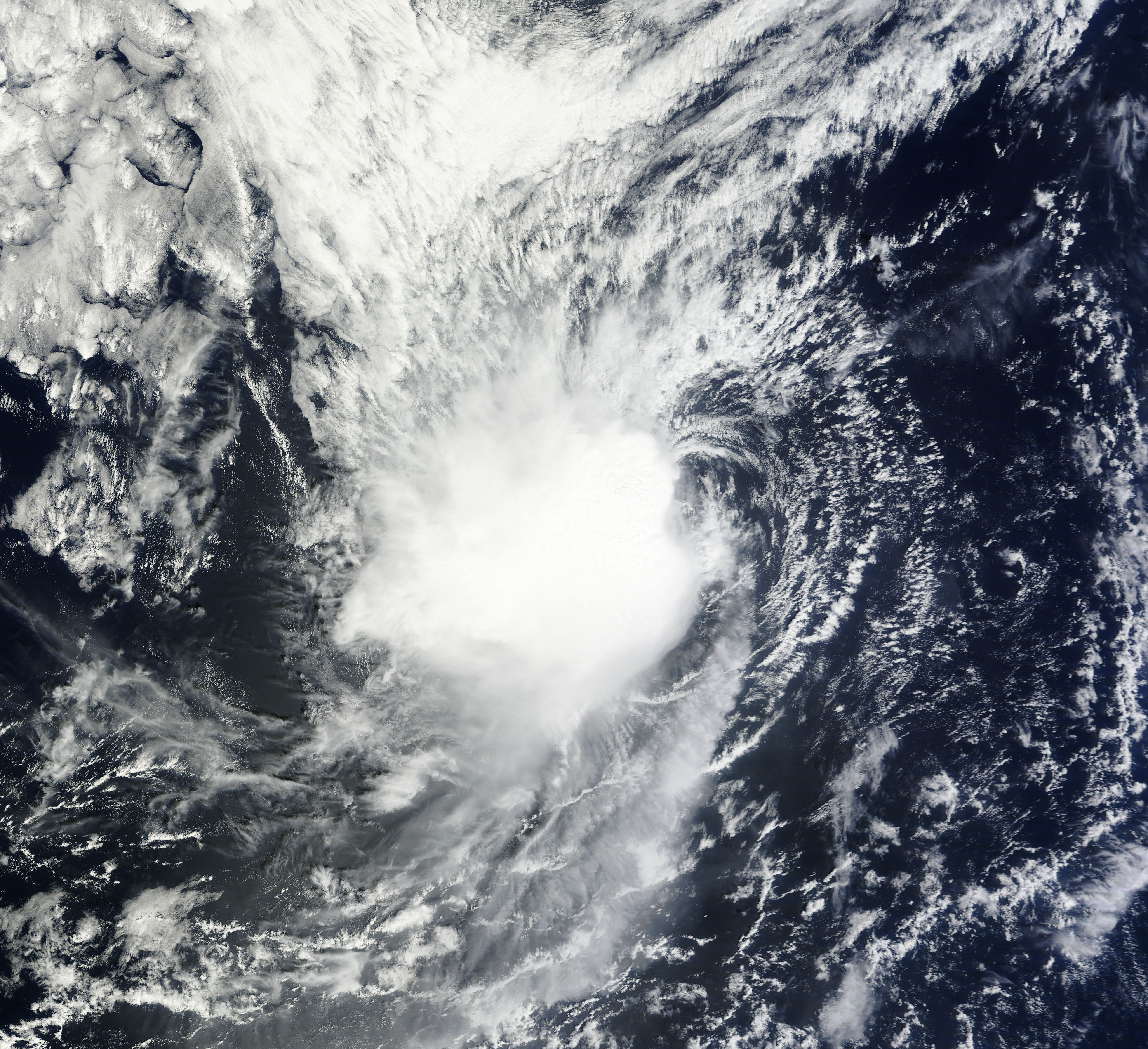
10月14日，接近最高强度的热带风暴普里西亚。

- 下午18点：热带低气压普里西亚在下加利福尼亚州最南端的西南偏西方向约1160公里洋面消退成不含对流的残留低气压区[26]。

10月20日
- 凌晨0点：阿卡普尔科西南偏南方向约355公里海域的低气压区发展成第十七号热带低气压[27]。
- 早上6点：第十七号热带低气压在阿卡普尔科西南方向约315公里洋面增强成热带风暴并获名“雷蒙德”（Raymond）[27]

10月21日
- 凌晨0点：热带风暴雷蒙德在阿卡普尔科西南方向约260公里海域升级成一级飓风[27]。

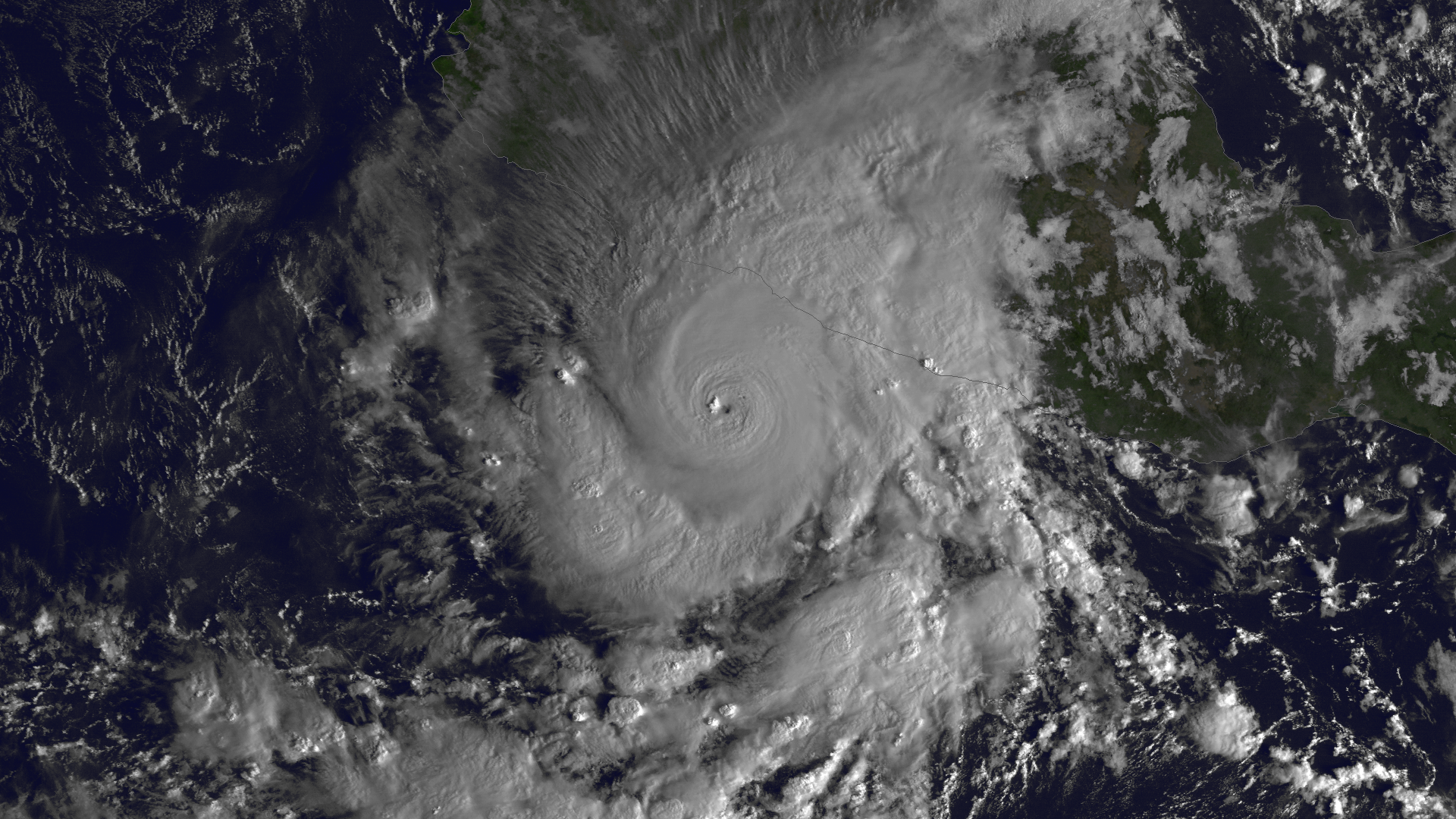
10月2日，正处大型飓风强度的雷蒙德

- 早上6点：飓风雷蒙德在阿卡普尔科西南偏西方向约265公里洋面达到二级飓风标准[27]。
- 中午12点：飓风雷蒙德在阿卡普尔科西南偏西方向约260公里海域成为本季首场大型飓风[27]。
- 下午18点：飓风雷蒙德达到风力时速195公里，最低气压28.08英寸汞柱的最高强度[27]。

10月22日
- 早上6点：飓风雷蒙德在行进至阿卡普尔科西南偏西方向约215公里洋面附近时强度回落到二级飓风标准[27]。
- 下午18点：飓风雷蒙德在阿卡普尔西南偏西方向约215公里海域弱化成一级飓风[27]。

10月23日
- 早上6点：飓风雷蒙德在阿卡普尔科西南方向约275公里洋面降级成热带风暴[27]。

10月27日
- 中午12点：热带风暴雷蒙德在下加利福尼亚半岛最南端的西南偏南方向约1175公里海域再度达到一级飓风强度[27]。

10月28日
- 凌晨0点：飓风雷蒙德在下加利福尼亚州最南端的西南方向约1150公里洋面第二次强化成二级飓风[27]。
- 中午12点：飓风雷蒙德在下加利福尼亚半岛最南端的西南方向约1060公里洋面再度减弱成一级飓风[27]。

10月29日
- 凌晨0点：飓风雷蒙德在下加利福尼亚州最南端的西南方向约1000公里海域再次降级成热带风暴[27]。

10月30日
- 早上6点：热带风暴雷蒙德在下加利福尼亚半岛最南端的西南方向约675公里洋面弱化成热带低气压[27]。
- 中午12点：热带低气压雷蒙德在下加利福尼亚州最南端的西南偏西方向约595公里海域消退成不含对流的残留低气压区[27]。

### 11月
11月1日

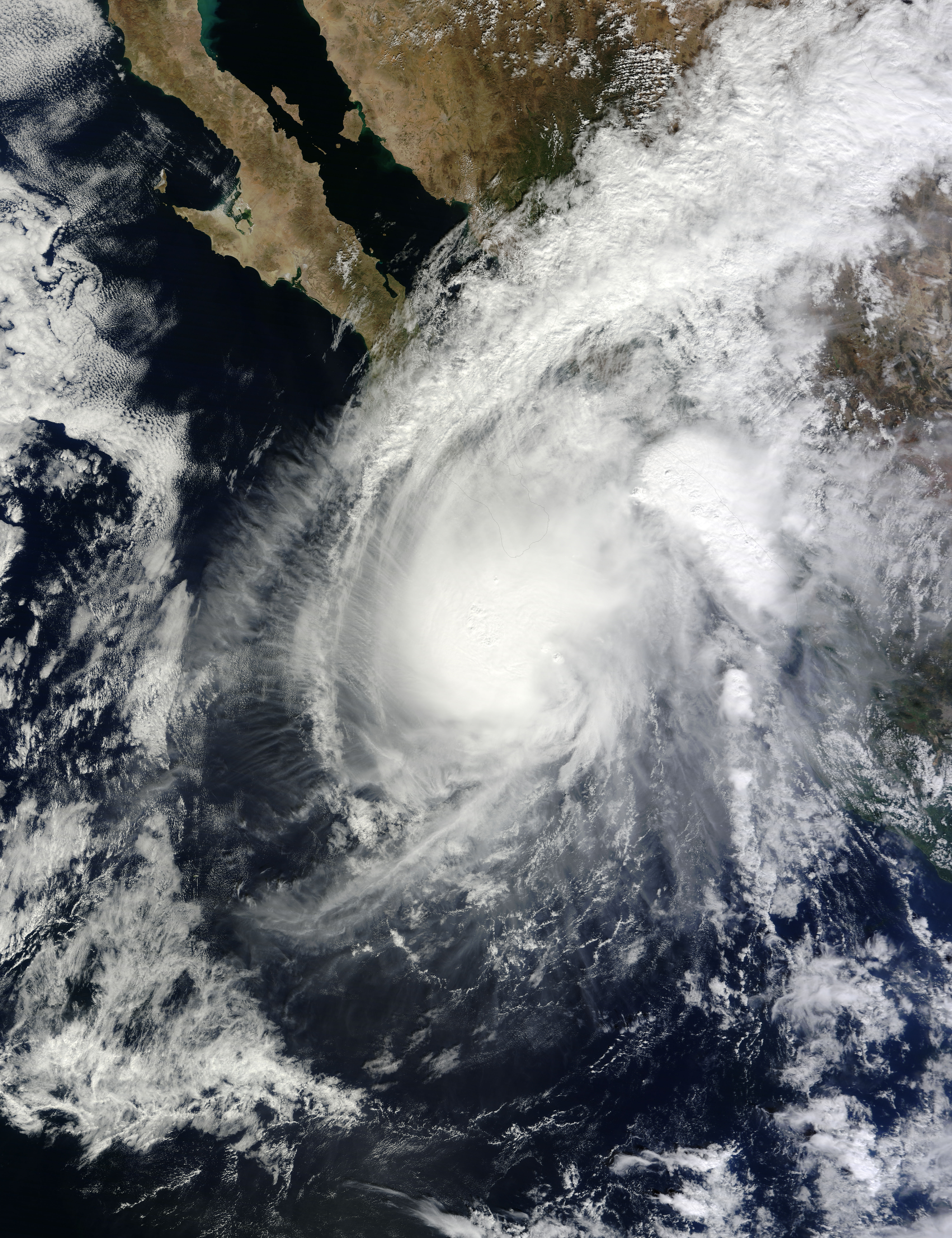
11月3日，接近最高强度的热带风暴索尼亚。

- 早上6点：曼萨尼约西南方向约515公里洋面的低气压区发展成第十八号热带低气压[4]。

11月3日
- 凌晨0点：第十八号热带低气压在下加利福尼亚半岛最南端以南约565公里海域增强成热带风暴并获名“索尼亚”（Sonia）[4]。
- 下午18点：热带风暴索尼亚达到持续风速每小时75公里，最低气压1002毫巴（百帕，29.59英寸汞柱）的最高强度[4]。

11月4日
- 早上5点：热带风暴索尼亚以风力时速65公里强度从锡那罗亚州埃尔多拉多（El Dorado）附近登陆[4]。
- 早上6点：热带风暴索尼亚在埃尔多拉多西北偏北方向约30公里处减弱成热带低气压[4]。
- 中午12点：热带低气压索尼亚在西马德雷山脉上空消散[4]。

11月30日
- 2013年太平洋飓风季正式结束[2]。